# De Buurtpolitie: De Grote Geldroof
De Buurtpolitie: De Grote Geldroof is een Vlaamse actiefilm uit 2016, geregisseerd door Dennis Vanslembrouck. De film is gebaseerd op de scripted realityreeks Echte Verhalen: De Buurtpolitie die sinds 2014 op VTM wordt uitgezonden.
De film werd opgenomen in een tijdspanne van 8 dagen en verscheen op 26 oktober 2016 in de Vlaamse filmzalen na de première op 22 oktober te Antwerpen die in negen zalen liep. Met bijna 158.000 bioscoopbezoekers was de film de op een na populairste Vlaamse film uit 2016 na De premier.

## Verhaal
Het verhaal van de film is gebaseerd op een overval die op 20 april 2013 plaatsvond in Zedelgem. Het idee van het verhaal kwam van actrice An Swartenbroekx.
Inbrekers stelen uit een villa een standbeeld, gevuld met € 800.000 cash geld, en vluchten weg in een bestelwagen. De achtervolging wordt al snel ingezet door de rechercheurs Eric en Brigitte. In alle heisa valt het standbeeld uit de bestelwagen, met als gevolg dat de geldbiljetten op straat rondslingeren.
Omstaanders beginnen al het geld op te rapen, waarop de andere toegesnelde agenten al het mogelijke doen om dit te verhinderen. Een aantal mensen zijn echter al weggelopen met het geld.
De politie dient naast het arresteren van de dieven ook het opgeraapte geld terug te vinden.
Politieagent Koen komt voor een dilemma te staan: hij weet dat een goede vriend genoeg geld heeft opgeraapt om de openhartoperatie van zijn dochtertje te betalen.

## Rolverdeling

### Hoofdrollen
| Acteur            | Personage           | Functie         |
| ----------------- | ------------------- | --------------- |
| Andy Peelman      | Koen Baetens        | Inspecteur      |
| Nicoline Hummel   | Tineke Schilebeeckx | Hoofdinspecteur |
| Ilse La Monaca    | Brigitte Broeckx    | Rechercheur     |
| Manoe Frateur     | Eric Buelens        | Rechercheur     |
| Ianthe Tavernier  | Floor Lommelen      | Wijkagent       |
| Johan Kalifa Bals | Obi Basu            | Wijkagent       |
| Henny Seroeyen    | Robin Verhaegen     | Verkeersagent   |
| Dorien Reynaert   | Femke Van Acker     | Verkeersagent   |
| Rania Gaaloul     | Ines Saloua         | Undercoveragent |
| Willy Herremans   | Roger Berckmans     | Commissaris     |
| Eric Peeters      | Patrick Tilkens     | Inspecteur      |

### Bijrollen
| Acteur             | Personage    | Info         |
| ------------------ | ------------ | ------------ |
| Souliman De Croock | Aziz         | Dorpsinwoner |
| Luc De Rick        | Stafke       | Dorpsinwoner |
| Peter Schoenaerts  | Tom Decoster | Pastoor      |
| Sofie Weiss        |              | Burgemeester |